# Jan Otčenášek
Jan Otčenášek (n. 19 noiembrie 1924, Praga, Cehoslovacia – d. 24 februarie 1979, Praga, Cehoslovacia) a fost un scriitor și scenarist ceh a cărui operă se încadrează în literatura cehă de după anul 1945. A scris în limba cehă și în limba germană. A fost tradus și publicat în numeroase limbi, inclusiv în limba română. Este cunoscut publicului românesc și prin piesele de teatru care i-au fost jucate pe scenele teatrale din România sau ecranizate la teatrul de televiziune.

## Opera

### Opere literare în limba germană
- Als es im Paradies regnete (apărută în limba română sub titlul Pe când în rai ploua), roman (1972)
- Der hinkende Orpheus (Orfeu șchiop), roman (1964)
- Zeit der Entscheidung (Vremea deciziilor)
- Romeo und Julia und die Finsternis (Romeo, Julieta și Întunericul)
- Auch dieser Ton muss klingen

### Opere literare în limba cehă
- Plným krokem (1952)

### Scenarii
- 1959: Romeo, Julieta și întunericul (Romeo, Julie a tma), regia Jiří Weiss
- 1961: Furtună de primăvară (Jarní povětří), regia Ladislav Helge
- 1967: Crimă în stil personal (Vražda po našem), regia Jiří Weiss
- 1968: Două femei și un revolver (Ta treti), regia Jaroslav Balík
- 1973: Îndrăgostiții anului unu (Milenci v roce jedna), regia Jaroslav Balík
- 1974: În fiecare cameră o femeie (V každém pokoji žena), regia Jaroslav Balík
- 1976: Der Tod der Fliege (Smrt mouchy), regiaa Karel Kachyňa
- 1977: Umbra păsării în zbor (Stín létajícího ptácka), regia Jaroslav Balík
- 1979: Dragoste printre stropi de ploaie (Lásky mezi kapkami deste), regiaa Karel Kachyňa

## Opere publicate în traducere în România

### În limba română
- Cetățeanul Brych
- Copiii noștri
- Pe când în paradis ploua/Pe când în rai ploua
- Romeo, Julieta și întunericul